# Battaglia di Cinossema
La battaglia di Cinossema fu una vittoria navale ateniese avvenuta durante la guerra del Peloponneso. Nella battaglia, una piccola flotta ateniese comandata da Trasibulo e da Trasillo, sebbene inizialmente relegata alla difensiva dalla superiorità numerica spartana, vinse di stretta misura.
Questa vittoria, venendo in un'epoca in cui il tradizionale governo democratico di Atene era stato rimpiazzato da un'oligarchia, e in un momento in cui una sconfitta ateniese avrebbe concluso la guerra, ebbe un impatto sproporzionato rispetto al suo vantaggio tattico. La flotta ateniese, moralmente rinvigorita, vinse altri due scontri nell'Ellesponto in veloce successione, il secondo dei quali, la drammatica battaglia di Cizico, pose temporaneamente fine alla minaccia spartana sul controllo della vitale rotta ateniese del mar Nero.

## Preludio
Dopo la sconfitta ateniese nella spedizione in Sicilia (413 a.C.), una piccola flotta spartana comandata da Calcideo, consigliato e assistito da Alcibiade, continuò a spingere alla rivolta dall'impero ateniese alcune importanti città della Ionia. Dopo la rivolta dell'importante città di Mileto, il satrapo persiano Tissaferne concluse un'alleanza con Sparta. Gli Spartani rimanevano restii a confrontarsi cogli Ateniesi sul mare, così la flotta ateniese riportò sotto il suo controllo varie città ed assediò Chio durante gli ultimi mesi del 412 a.C.
Nel 411 a.C., comunque, le ribellioni a Rodi e nell'Eubea e la cattura di Abido e di Lampsaco nell'Ellesponto da parte dell'esercito persiano, costrinsero gli Ateniesi a dividere le loro forze per fronteggiare le varie minacce. La flotta spartana ora si poteva muovere liberamente nell'Egeo, e si avvantaggiò nella sua ritrovata superiorità alleggerendo il blocco navale a Chio e bloccando la flotta ateniese dell'Egeo a Samo.
Ritirando le loro navi dall'Ellesponto a Samo, gli Ateniesi riuscirono a riconquistare il loro dominio nell'Egeo, ma nel fare ciò permisero a Sparta di cambiare il teatro della guerra. Di conseguenza, a fine luglio, il comandante spartano Clearco tentò di far passare 40 navi dirette verso l'Ellesponto dietro la flotta ateniese; esse furono rimandante indietro dal vento, ma poco dopo 10 navi sotto il comando del generale megariano Elisso raggiunsero l'Ellesponto, dove suscitarono delle rivolte a  Bisanzio, Calcedonia e in altre città importanti.
Vari mesi dopo, il nuovo navarco spartano Mindaro, decidendo che le promesse di aiuti presentate da Farnabazo, il satrapo persiano dell'Anatolia, erano più affidabili di quelle di Tissaferne in Ionia, trasportò tutta la sua flotta alle spalle di quella ateniese congiungendosi alla flotta peloponnesiaca che già operava nell'Ellesponto. Stabilita la sua base ad Abido, costrinse la piccola forza ateniese di Sesto a fuggire, dopo averle inflitto alcune perdite, ad Imbro e a Lemno.

## Battaglia
La flotta peloponnesiaca all'opera nell'Ellesponto intralciava la cruciale rotta commerciale attraverso la quale Atene riceveva i rifornimenti di grano, mettendo fortemente in difficoltà la vita della città. Perciò Trasibulo, in qualità di comandante in capo, raggiunta la flotta ad Eleo, sulla punta della penisola di Gallipoli,  impiegò i cinque giorni successivi ad allenarsi per affrontare ad Abido le 86 navi spartane. Raccolte le diverse unità disseminate nelle vicinanze; la flotta ateniese, ora composta da 76 triremi, navigò in colonna verso l'Ellesonto, seguendo la costa settentrionale, mentre gli Spartani uscirono da Abido sulla costa meridionale. Quando la sinistra ateniese ebbe doppiato la punta di Cinossema, gli Spartani attaccarono, pianificando di aggirare l'ala destra ateniese e di intrappolare la flotta nell'Ellesponto, cercando di spingere il centro verso terra di fronte a Cinossema. Il centro ateniese fu spinto velocemente verso terra e la sinistra, comandata da Trasillo, circondata dalle navi siracusane divenne incapace di vedere le posizioni del resto della flotta. Trasibulo sulla destra, frattanto, riuscì ad evitare l'accerchiamento estendendo la sua linea ad est, ma facendo ciò perse contatto col centro. Cogli Ateniesi divisi e gran parte della loro flotta fuori combattimento, la vittoria degli Spartani sembrava certa.
A questo punto, però la linea peloponnesiaca cominciò a disunirsi,  le navi ruppero lo schieramento per inseguire individualmente i vascelli ateniesi. Vedendo ciò, Trasibulo fece voltare improvvisamente le sue navi e attaccò la sinistra spartana. Dopo aver sbaragliato queste, andò contro il centro, il quale una volta disorganizzato fu messo velocemente in fuga. I Siracusani, che erano sulla destra, vedendo il resto della loro flotta in ritirata, cessarono il loro attacco alla sinistra ateniese abbandonando la battaglia. L'angustia degli stretti, che faceva sì che i Peloponnesiaci dovessero percorrere solo poca strada per raggiungere la salvezza, limitò il danno che gli Ateniesi avrebbero potuto infligger loro, ma alla fine della giornata essi avevano già catturato 21 navi spartane, contro le 15 che gli Spartani avevano preso all'inizio del combattimento. Gli Ateniesi costruirono un monumento dedicato a Cinossema e lo misero a Sesto, mentre i Peloponnesiaci tornarono ad Abido.

## Conseguenze
Nei giorni dopo la battaglia, gli Ateniesi riportarono le loro navi a Sesto e inviarono un piccolo distaccamento a Cizico, ricatturando la città e impadronendosi di 8 triremi incontrate lungo il percorso. Una trireme fu inviata ad Atene, dove l'inaspettata buona notizia ridiede fiducia nello sforzo bellico alla gente.
Gli storici Donald Kagan e Andrea Frediani affermano che l'effetto questa vittoria, sebbene di modeste dimensioni, ebbe un grande effetto sugli Ateniesi: costretti a combattere a condizioni scelte dai loro nemici, in un'epoca in cui la città non aveva le risorse per costruire un'altra flotta, gli Ateniesi avrebbero potuto perdere la guerra quel giorno a Cinossema; invece vinsero, il che consentì loro di continuare a combattere, sperando sempre nella vittoria finale.